# Georg Michaelis

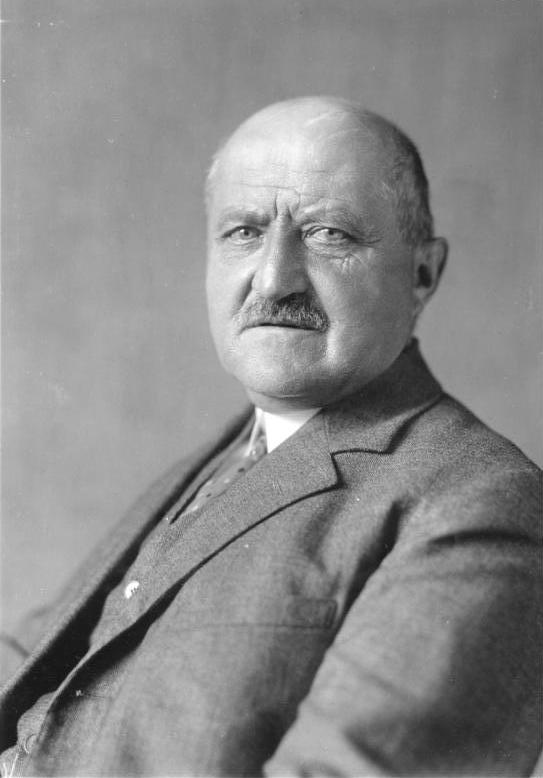
Georg Michaelis zum 75. Geburtstag (1932)

Max Ludwig Georg Michaelis (* 8. September 1857 in Haynau, Schlesien; † 24. Juli 1936 in Bad Saarow, Mark Brandenburg) war ein deutscher Jurist und Politiker. Er war vom 14. Juli bis 1. November 1917 für dreieinhalb Monate Reichskanzler und preußischer Ministerpräsident. Er war der  einzige nichtadelige Reichskanzler des Deutschen Kaiserreichs.
Michaelis war zuvor Unterstaatssekretär gewesen und galt als eher unerfahren. Der politisch konservativ eingestellte Beamte lehnte eine Umwandlung des konstitutionellen Systems in Deutschland in eine parlamentarische Regierungsweise ab. In seine Amtszeit fiel die Debatte und Annahme der Friedensresolution der Mehrheitsfraktionen im Reichstag, die den Ersten Weltkrieg durch einen Verständigungsfrieden beenden wollten. Michaelis scheiterte nach dem Sommer 1917, weil er kein Vertrauen zu den Fraktionen aufbauen konnte. Er amtierte 1918/1919 als Oberpräsident der Provinz Pommern.

## Leben
Georg Michaelis wurde als Sohn des Richters Paul Michaelis und seiner Frau Henriette geboren. Er entstammte väterlicherseits einer Juristenfamilie, zu der auch Friedrich Michaelis (1726–1781) gehörte, der kurmärkische Provinzialminister unter Friedrich dem Großen. Sein Vater war zuletzt Appellationsgerichtsrat in Frankfurt (Oder), er starb bereits 1866 an der Cholera. Seine Mutter war eine geborene von Tschirschky, Tochter des Offiziers und Erweckungspredigers Carl von Tschirschky-Bögendorff (1802–1833). Unter Georg Michaelis’ sechs Geschwistern waren Johann Michaelis (1855–1910), der preußischer Generalmajor wurde, und Walter Michaelis, der Pfarrer und Vorsitzender des Gnadauer Gemeinschaftsverbandes wurde.
Georg Michaelis verheiratete sich mit Margarete Schmidt (1869–1958), Tochter eines Gubener Fabrikanten und Rittergutsbesitzers. Die beiden hatten fünf Töchter und zwei Söhne. Der Sohn Wilhelm Michaelis (1900–1994) war Oberstadtdirektor von Recklinghausen. Die Tochter Eva Michaelis (* 1904) heiratete den evangelischen Theologen Hermann Schlingensiepen.

### Ausbildung
Georg Michaelis wuchs in Frankfurt (Oder) auf, wo er seine gesamte Schulzeit verbrachte. Er studierte nach dem Abitur ab 1876 an der Schlesischen Friedrich-Wilhelms-Universität Breslau und der Universität Leipzig Rechtswissenschaft. 1877 wurde er im Corps Plavia aktiv. Er wechselte an die Julius-Maximilians-Universität Würzburg und schloss sich auch dem Corps Guestphalia Würzburg an. Ein Konaktiver war Moritz Fünfstück. Ohne Vorlage einer Dissertation wurde er 1884 an der Georg-August-Universität Göttingen zum Dr. iur. promoviert. 1885–1889 lehrte er an der Dokkyō-Universität in Tokio.

### Aufstieg in der Verwaltung Preußens

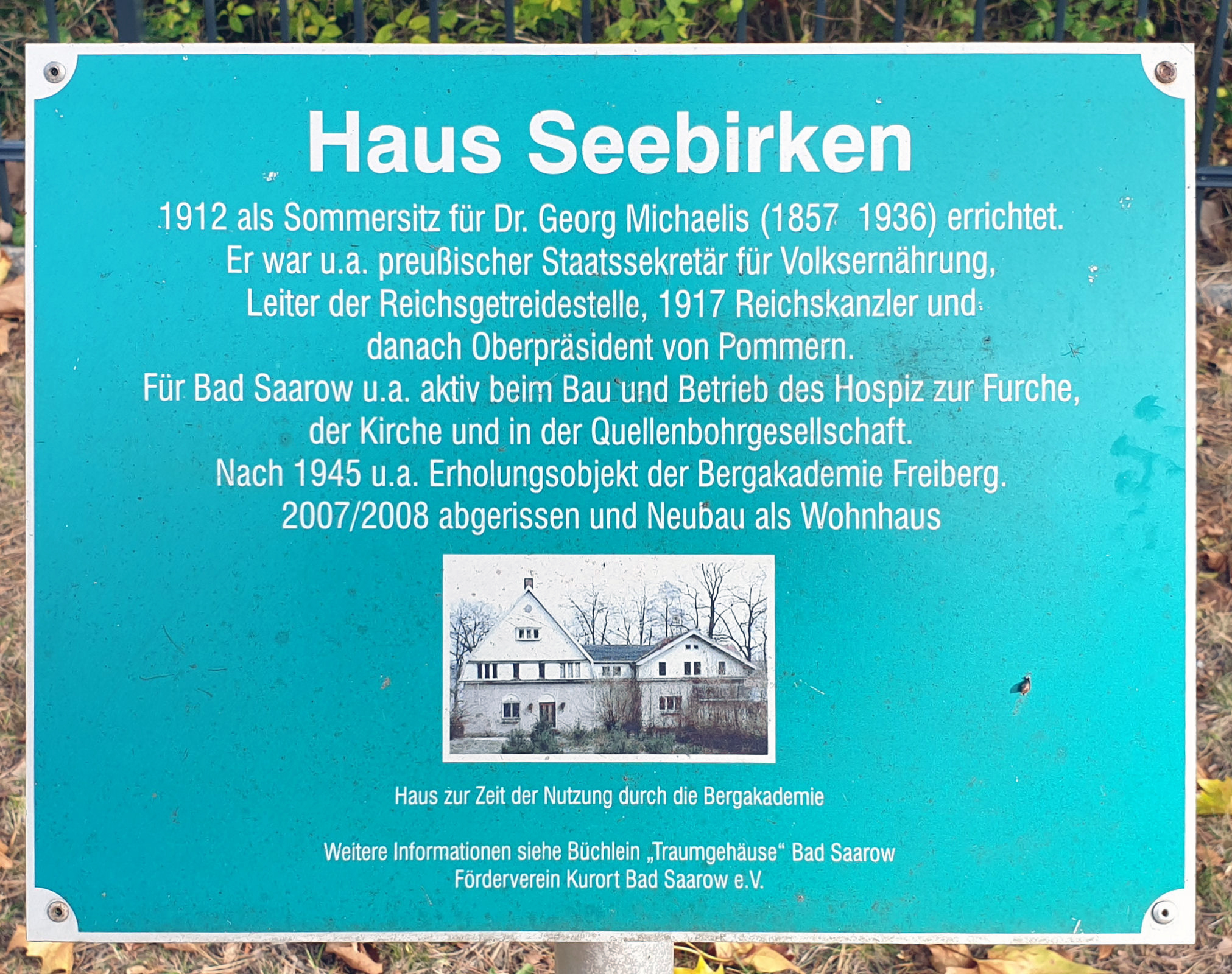
Gedenktafel am Haus, Platanenstraße 1–15, in Bad Saarow

Nach seiner Rückkehr nach Deutschland ging Michaelis in den preußischen Staatsdienst. Hier war er erst Staatsanwalt, ging dann aber in die innere Verwaltung. Er wirkte bei der Regierung in Trier, der Regierung in Arnsberg und der Regierung in Liegnitz. Von 1902 bis 1909 war er Oberpräsidialrat im Oberpräsidium der Provinz Schlesien. In jener Zeit wurde er mit der Diakonisse Eva von Thiele-Winckler sozial tätig, etwa in der Gründung eines Fürsorgeheims für entlassene weibliche Strafgefangene im niederschlesischen Langenau (Czernica). 1909 wurde er Unterstaatssekretär im Preußischen Finanzministerium. In seiner Tätigkeit als Unterstaatssekretär gehörte er ehrenamtlich dem Vorstand der Berliner Stadtmission an. Er übernahm 1914 nach Ausbruch des Ersten Weltkrieges im Nebenamt die Leitung der Reichsgetreidestelle. 1917 stieg er zum preußischen Staatskommissar für Volksernährung auf. Michaelis engagierte sich in der Leitungsebene der Deutschen Christlichen Studentenvereinigung. An seinem Sommerwohnort Bad Saarow ließ er ein Schulungszentrum für Studenten errichten. Die provisorischen Bauten waren ein Versammlungshaus aus Holz für 800 Hörer und eine ehemalige Kriegsgefangenenbaracke. 1921 wurde das feste Haus Hospiz zur Furche fertiggestellt. Zur Sicherstellung der Versorgung wurde das Vorwerk des Gutes Saarow erworben, der Hof Marienhöhe. Es konnte allerdings nicht wirtschaftlich betrieben werden und wurde 1928 an Erhard Bartsch verkauft. Dieser stellte den Hof auf die biologisch-dynamische Bewirtschaftung (Demeter) um.

### Reichskanzler und preußischer Ministerpräsident
Reichskanzler Theobald von Bethmann Hollweg hatte sich im Verlauf des Ersten Weltkriegs zunehmend zwischen die Fronten manövriert. Die Oberste Heeresleitung hielt ihn für zu schwach gegenüber dem Reichstag; auch weitere Kreise um den Kaiser und die Rechte im Reichstag beanstandeten an ihm, dass er zu weit nach links gerückt sei. Im Reichstag wiederum hielt die Mehrheit ihn für zu schwach gegenüber der OHL. Auch sei er die Frage der inneren Reformen zu zögerlich angegangen.
Am 13. Juli 1917 wurde Bethmann Hollweg entlassen. Wegen der Plötzlichkeit war die Reichstagsmehrheit nicht in der Lage, sich auf einen Nachfolger zu einigen und dessen Ernennung zu erzwingen. Eine solche Persönlichkeit stand auch nicht zur Verfügung. Bereits am Tag darauf, am 14. Juli, ernannte der Kaiser Michaelis zum Reichskanzler. Der Leiter der Pressestelle des Reichsamts des Innern, Magnus von Braun, hatte Michaelis für einen geeigneten Kandidaten gehalten und entsprechend versucht, einflussreiche Politiker und Militärs zu überzeugen, was erfolgreich war. Schließlich empfahl Vizekanzler Karl Helfferich den Kandidaten dem Kaiser.
Michaelis war unerfahren in den großen Fragen der Innen- und Außenpolitik. Im Gespräch mit den Parteiführern machte er bald nach Amtsantritt den Ausspruch: „Ich bin bisher als gewöhnlicher Zeitgenosse neben dem Wagen der großen Politik hergelaufen und habe mich nur wie ein Zeitungsleser auf dem laufenden zu halten gesucht.“ Dies war als Understatement gemeint, wurde von den Gegnern aber sogleich als Eingeständnis der Unerfahrenheit gewertet. Tatsächlich zeigte er im Gespräch mit den Parteiführern durchaus Geschick.
Er konnte wohl dem Ausland und den Parteien des Reichstags als unverbrauchtes Gesicht präsentiert werden. Verfassungspolitisch stand Michaelis jedoch seinem Vorgänger Bethmann Hollweg nahe: Michaelis lehnte eine parlamentarische Regierungsweise ab und wollte sich auch in der Außenpolitik unabhängig von einer Reichstagsmehrheit halten. Er berief eine Reihe von Parlamentariern in die Reichsleitung bzw. in das preußische Kabinett, aber meist nur Rechte und in untergeordnete Positionen. Seine Aufgabe war denkbar schwierig, da er sowohl die Rechte als auch die Linke zufrieden stellen sollte, sowohl mit dem Militär als auch mit dem Parlament zusammenarbeiten musste.
Nur scheinbar war Bethmann Hollwegs Sturz ein Sieg des Parlamentarismus, so Huber. Vielmehr sei er ein taktischer Erfolg der OHL gewesen:
„Sie hatte sich zum Sturz des bisherigen Reichskanzlers der parlamentarischen Kräfte bedient, diese aber bei der Entscheidung über die Reichsleitung überspielt. Strategisch aber endete die Krisenpolitik der Obersten Heeresleitung mit einem Misserfolg. Denn die ausgeschaltete Reichstagsmehrheit setzte alles daran, die Bloßstellung […] durch einen baldigen Gegenschlag auszugleichen. Sie begegnete daher dem ohne ihr Zutun berufenen Reichskanzler von Anfang an mit solchem Mißtrauen, daß es für ihn hoffnungslos war, sich länger als nur für eine Übergangszeit im Amt zu behaupten.“
Zu den großen Fragen seiner Kanzlerschaft gehörte die Friedensresolution der Parteien der Mehrheit, des Interfraktionellen Ausschusses aus SPD, Linksliberalen und Zentrum. Michaelis versuchte, die Resolution nicht rundherum abzulehnen, sondern wollte sich vorsichtig von ihr distanzieren. Außerhalb des Parlaments formierte sich die Deutsche Vaterlandspartei als scharf rechte Opposition gegen einen Verständigungs- oder Verzichtfrieden. Auf der Linken geriet die USPD in den Verdacht, an Matrosenaufständen des Sommers 1917 beteiligt gewesen zu sein. Die Mehrheits-SPD unter Friedrich Ebert stand der USPD aus Sorge bei, dass Abgeordnete bedrängt werden. Einem Misstrauensvotum der USPD gegen Michaelis am 9. Oktober schloss sich die Mehrheits-SPD an, nicht aber das Zentrum und die Linksliberalen.
Kurz darauf war Michaelis auf einer Balkanreise, bis zum 21. Oktober. Die Parteien nutzten die Zeit nach dem missglückten Kanzlersturz, sich diesmal rechtzeitig eines Nachfolgers zu versichern. Am 23. Oktober trafen sich die Parteien des Interfraktionenellen Ausschusses und Vertreter der Nationalliberalen deswegen. Sie berieten erfolglos über einen Nachfolger und einigten sich auf ein politisches Minimalprogramm, das unter anderem verstärkte Friedensbemühungen und ein neues Wahlrecht in Preußen vorsah. Dem Kaiser empfahlen sie einen raschen Kanzlerwechsel nach einer Besprechung mit dem Reichstag.
Der Kaiser lehnte diese Parlamentarisierung der Auswahl des Kanzlers ab, doch am 26. Oktober bat Michaelis ihn um die Entlassung. Michaelis wollte allerdings preußischer Ministerpräsident bleiben, während der bayerische Ministerpräsident Georg von Hertling neuer Kanzler werden sollte. Der Kaiser schloss sich der Idee an: Auf diese Weise konnte man den Vorstoß des Parlaments als weniger mächtig erscheinen lassen. Kanzler Hertling würde eher repräsentative Aufgaben erhalten, während Michaelis als preußischer Ministerpräsident über den Bundesrat und mit Hilfe der OHL die Reichspolitik steuern würde.
Hertling verhandelte vom 27. bis zum 30. Oktober in Berlin unter anderem mit Vizekanzler Helfferich und den Parteiführern. Der konservative Zentrumspolitiker erklärte sich mit dem (vage formulierten) Minimalprogramm einverstanden und damit, einige Vertreter der Mehrheitsparteien in die Kabinette zu berufen. Im Einklang mit den Mehrheitsparteien bestand er aber darauf, sowohl Reichskanzler als auch Ministerpräsident zu werden. Die Berater des Kaisers konnten nicht mehr anders als dem Kaiser die Ernennung Hertlings zu empfehlen. Am 1. November entließ der Kaiser Michaelis und ernannte Hertling zum Nachfolger in beiden Ämtern.

### Oberpräsident der Provinz Pommern
Am 1. April 1918 wurde Michaelis Oberpräsident der Provinz Pommern. Als Verwaltungsfachmann, insbesondere als Fachmann für Ernährungsfragen, war er hier auf der richtigen Stelle. Nach der Novemberrevolution blieb er zunächst Oberpräsident und wies auch die nachgeordneten Regierungspräsidenten und Landräte an, grundsätzlich in ihren Ämtern zu bleiben.
Er wirkte für eine Zentralisierung der Wohlfahrtspflege auf Ebene der Provinz. Im Herbst 1918 richtete er die Hauptstelle für Kriegswohlfahrt beim Oberpräsidium ein. Diese überführte er im Dezember 1918 in die Rechtsform eines eingetragenen Vereins, dessen Vorsitzender er zunächst wurde, bis er im März 1919 den pommerschen Landeshauptmann Johannes Sarnow zum neuen Vorsitzenden machte. Ab Anfang 1919 engagierte sich Michaelis bei der Aufnahme von deutsch-baltischen Flüchtlingen (Baltenhülfe).
Bei der Wahl zur Deutschen Nationalversammlung im Januar 1919 unterstützte Michaelis die Deutschnationale Volkspartei. Der Gegensatz zu den Parteien der regierenden Weimarer Koalition wurde zu groß, so dass Michaelis zum 1. April 1919 in den Ruhestand versetzt wurde. Sein Nachfolger als Oberpräsident wurde der Liberale Julius Lippmann.

### Letzte Jahre
Michaelis engagierte sich in Generalsynode und Kirchenrat der Evangelischen Kirche der altpreußischen Union. Ostasien sah er 1922 wieder, als er eine Reise nach Peking zur Konferenz des Christlichen Studenten-Weltbundes unternahm.
1926 musste Michaelis sich für sein Verhalten als Reichskanzler vor einem Untersuchungsausschuss des Reichstages rechtfertigen. Er wurde für seine Verhinderung der Friedensinitiative gescholten:

„Dieser kleine Mann hätte vielleicht der Welt ein Jahr Krieg ersparen, Millionen Menschenleben retten, dem deutschen Volk einen Frieden des Ausgleichs und der Verständigung bescheren können. Er hat es nicht getan. Er hat den Weg, der zu diesem Glücksziel hätte führen können, schon in seinem Anfang durchkreuzt.“

## Schriften (Auswahl)
- Für Staat und Volk. Eine Lebensgeschichte. Furche, Berlin 1922. (in Ausschnitten veröffentlicht 2010)
- Weltreisegedanken. Furche, Berlin 1923.
- Bert Becker (Hrsg.): Georg Michaelis: Ein preußischer Jurist im Japan der Meiji-Zeit. Briefe, Tagebuchnotizen, Dokumente 1885–1889. Iudicium, München 2001, ISBN 3-89129-650-9.